# Maricruz
A Maricruz (eredeti cím Corazón Indomable) 2013-as mexikói telenovella, amit Inés Rodena alkotott. A főbb szerepekben Ana Brenda Contreras, Daniel Arenas, Rocío Banquells, Ana Patricia Rojo, Isadora González, Ingrid Martz, Elizabeth Álvarez, René Strickler, Gaby Mellado és Carlos de la Mota látható.
Mexikóban a Las Estrellas mutatta be 2013. február 25-én. Magyarországon 2014. január 27-én mutatta be TV2. Az 1994-es Thalía és Eduardo Capetillo főszereplésével készült Marimar telenovella remakeje.

## Történet
A csodaszép, ám tanulatlan fiatal lány, Maricruz szerény körülmények között él egy kunyhóban anyai nagyapjával, Don Ramiróval és siketnéma kishúgával, Solitával. A kunyhótól nem messze található a Narváez birtok, amelyet a helytelen gazdálkodás miatt jelzálog terhel. A föld két tulajdonosa a két testvér, Miguel öccse, Octavio a jussát kéri. Miguel felesége, a gonosz Lucia, illetve a birtok több alkalmazottja ki nem állhatja Maricruzt. Hogy családját bosszantsa, Octavio feleségül veszi a lányt, azonban eleinte nem szereti igazán, inkább csak szánja, Maricruz viszont beleszeretett a fiatal férfiba. Octavio távollétében Lucia a családi vagyont és a nyugalmát féltve aljas lépésekkel teszi tönkre Maricruz életét: lopás vádjával börtönbe juttatja, megalázza, intézőjével felgyújtatja a szegényes kunyhót. A tűzesetben Don Ramiro életét veszti. A megtört lány bosszút esküszik az őt meggyalázó Narváezek ellen. Az Octavio gyermekét váró Maricruz Solitával Mexikóvárosba költözik, ahol a jómódú, művelt, idősödő Alejandro Mendoza cselédként alkalmazza hatalmas házában. Mendoza úr atyai érzelmeket táplál Maricruz iránt, megsajnálja őt és művelt hölgyet farag belőle. Alejandro Mendoza nem is sejti, hogy Maricruz Olivares valódi neve Maria Alejandra Mendoza Olivares, vagyis az ő vér szerinti, hosszú ideje hiába keresett lánya. Mindeközben Octavio rájön, hogy Maricruz elrabolta a szívét, s nem képes más nőt szeretni. A későbbiekben a hűvös dáma szerepét magára öltő Maricruz/Maria Alejandra édesapja luxushajóján lesz az ott működő kaszinó egyik vezetője: szeretné kideríteni, hogy ki tulajdonítja el apja bevételeit. Helyzete nem könnyű: a kaszinóban munkáját a rossz természetű Canseco nővérek nehezítik, és ismét találkozik Octavióval, aki nem tudván, hogy Maria Alejandra valójában a szegény Maricruz, ismét belehabarodik a megkövült szívű lányba. Maria Alejandrát azonban a bosszú vezérli, s nemcsak Octavión vesz revánsot, hanem az idő múlásával az összes olyan emberen is, aki vagy neki, vagy az édesapjának ártott.

## Szereplők
| Színész               | Szerep                                                          | Magyar hang        |
| --------------------- | --------------------------------------------------------------- | ------------------ |
| Ana Brenda Contreras  | Maricruz Olivares / María Alejandra Mendoza Olivares de Narváez | Trokán Nóra        |
| Daniel Arenas         | Octavio Narváez                                                 | Szabó Máté         |
| Elizabeth Álvarez     | Lucía Bravo de Narváez                                          | Zakariás Éva       |
| César Évora           | Alejandro Mendoza Casavieja                                     | Kőszegi Ákos       |
| René Strickler        | Miguel Narváez                                                  | Zöld Csaba         |
| Sergio Goyri          | Álvaro Cifuentes                                                | Mihályi Győző      |
| María Elena Velasco   | María Nicolasa Cruz                                             | Zsurzs Kati        |
| Rocío Banquells       | Carola Canseco                                                  | Kocsis Mariann     |
| Ana Patricia Rojo     | Raiza Canseco                                                   | Kisfalvi Krisztina |
| Manuel Landeta        | Teobaldo                                                        | Jakab Csaba        |
| Ingrid Martz          | Doris Montenegro                                                | Molnár Ilona       |
| Isadora González      | Simona Irazábal                                                 | Madarász Éva       |
| Carlos de la Mota     | Emir Karim                                                      | Pálmai Szabolcs    |
| Luis Uribe            | Mohammed                                                        | Jantyik Csaba      |
| Alejandro Tommasi     | Bartolomé Montenegro                                            | Imre István        |
| Ignacio López Tarso   | Ramiro Olivares                                                 | Izsóf Vilmos       |
| Juan Ángel Esparza    | José Antonio García                                             | Varga Gábor        |
| Elizabeth Valdez      | Esther Bravo                                                    | Vágó Bernadett     |
| Michelle Ramaglia     | Araceli                                                         | Bogdányi Titanilla |
| Gaby Mellado          | Soledad "Solita" Olivares                                       | Csuha Bori         |
| Nicolás Mena          | Andrés Montenegro                                               | Czető Roland       |
| José Carlos Ruiz      | Padre Julián                                                    | Szokolay Ottó      |
| Arleth Terán          | Natasha Fuentes                                                 | Koncz-Kiss Anikó   |
| Carlos Cámara Jr.     | Eusebio Bermúdez / Nazario Bermúdez                             | Bognár Tamás       |
| Silvia Manríquez      | Clementina Antúnez de Del Olmo                                  | Menszátor Magdolna |
| Rebeca Manríquez      | Nilda                                                           | Molnár Zsuzsa      |
| Yuliana Peniche       | Ofelia                                                          | Czifra Krisztina   |
| Marina Marín          | Santa                                                           | Rátonyi Hajni      |
| Luis Couturier        | Francisco del Olmo                                              | Melis Gábor        |
| Ricardo Franco        | Eduardo Quiroga                                                 | Dózsa Zoltán       |
| Gerardo Arturo        | Pedro "Perico" Pérez                                            | Láng Balázs        |
| Brandon Peniche       | Alfonso del Olmo                                                | Moser Károly       |
| Rafael Amador         | Tobías                                                          | Németh Gábor       |
| Jessica Decote        | Juana "Juanita"                                                 | Czető Zsanett      |
| Toño Infante          | Morales                                                         | Czvetkó Sándor     |
| Alejandra Robles Gil  | Liz Falcón                                                      | Dögei Éva          |
| Tania Vázquez         | Mariana de la Colina                                            | Urbán Andrea       |
| Antonio Fortier       | Tony                                                            | Posta Victor       |
| Dolores Salomón       | Tomasita                                                        | Bessenyei Emma     |
| Raúl Magaña           | Danilo Palma                                                    | Vári Attila        |
| Paola Torres          | Elsa Cifuentes                                                  | Laudon Andrea      |
| Jorge Ortín           | Vargas                                                          | Holl Nándor        |
| Javier Ruán           | Dr. Chacón                                                      | Bácskai János      |
| Eduardo Cáceres       | Rivera                                                          | Varga T. József    |
| Yolanda Ciani         | Celia                                                           | Andresz Kati       |
| Queta Lavat           | Lucrecia                                                        | Kassai Ilona       |
| Raquel Pankowsky      | Cira                                                            | Szórádi Erika      |
| Maribel Fernández     | Dominga                                                         | Szitás Barbara     |
| Jorge Alberto Bolaños | Insunsa                                                         | Szokol Péter       |
| Axel Ricco            | Aníbal                                                          | Dolmány Attila     |

## Korábbi változatok és érdekességek
A Maricruz tévésorozat cselekményének alapját az Inés Rodena által írt "La Indomable" c. rádiónovella képezi, amelyet többször dolgoztak fel az idők során televíziós sorozatként. A teleregény utolsó harmadára befejeződött a "La Indomable" cselekményének nagy része, így egy másik történetet építettek az addig lefektetett alapokra, Julio Porter argentin író "La Recogida" c. sztoriját, amelyből korábban (és többek között) a Televisa kétszer is készített szériát, a Maricruzt megelőzően utoljára 2001-ben Maria Belén címmel, főszerepben Danna Paolával, Nora Salinasszal és René Lavannal.
- Az első televíziós változatot a venezuelai RCTV-n mutatták be 1974-ben, La Indomable címmel, főszerepben Marina Baurával és Elio Rubensszel. Carlos Romero, a Maricruz forgatókönyvírója nem titkoltan ezt a változatot használta fel a 2013-as verzió megalkotásakor: a karakterek zömének kereszt- és vezetéknevei megegyeznek, a La Indomabléban szerepel Maricruz siket húga (ő a többi mexikói adaptációból kimaradt), a férfi főhős mindkettőben repülőpilóta stb.
- A második változat a mexikói Televisánál készült 1977-ben, La Venganza (A bosszú) cím alatt. Vezető producere Valentin Pimstein volt, rendezője Rafael Banquells (aki a Maricruz c. sorozat Caroláját alakító Rocio Banquells édesapja). Főbb szereplői: Helena Rojo és Enrique Lizalde.
- Valentin Pimstein producer és Carlos Romero író sok elemet átemelt az 1987-es mexikói Rosa Salvaje (Vadrózsa) c. telenovella cselekményéhez a La Indomabléból, amelyeket vegyítettek a La Gata (A macska) című, szintén Inés Rodena által írt sztori számos jellegzetes motívumával. A főhősnőt Veronica Castro, a főhőst Guillermo Capetillo játszotta, a gonosz Luciának megfeleltethető Dulcinát Laura Zapata, kevésbé romlott húgát, az Estherrel rokonítható Cándidát pedig az a Liliana Abud, aki forgatókönyvíróvá vált a későbbiekben a Televisánál.
- 1994-ben szintén a Pimstein-Romero páros kezei alatt megszületett a Marimar c. telenovella, amelyet a TV2 Magyarországon is bemutatott. Főhősnőjét Thalia alakította (aki a Rosa Salvajéban gonoszkodó Laura Zapata féltestvére), a férfi főhőst Eduardo Capetillo (ő a Rosa Salvaje főhősének, Guillermo Capetillónak a féltestvére). A főgonosz Chantal Andere lett. A Marimart az a Beatríz Sheridan rendezte, aki az 1977-es változatban az Ángelicának/Luciának megfelelő figura szerepét kapta. A Marimar cselekményét több kisebb ponton megváltoztatták, illetve leegyszerűsítették, lerövidítették a La Indomabléhoz képest (ennek egyik oka a producerek és Thalia, valamint az Eduardo Capetillo és Thalia közötti munkaviszonyok megromlása volt).
- A 2002-ben forgatott venezuelai-amerikai, itthon a Viasat 3-on bemutatott Vadmacska (Gata salvaje) részben a La Indomable történetén alapszik, főszereplői Marlena Favela és Mario Cimarro. A Vadmacska cselekménye két másik Ines Rodena történetből is táplálkozik: egyes elemeket a La Galleguitából adtak a történethez (ez a Camilla c. Magyarországon is sugárzott telenovella alapja), míg másokat a fentebb említett La Gatából.
- 2007-ben Marimar címmel készült telenovella a történetből a Fülöp-szigeteken, amely jobbára az 1994-es verzió történetén alapszik apróbb módosításokkal.
- 2010-ben a Venevisión nem hivatalosan emelte át a La Indomable alapszituációját az Alma Indomable c. teleregényéhez. Ennek főhősei Scarlet Ortiz és José Ángel Llamas voltak.
- Az 1994-es Marimar telenovella főgonosza, Chantal Andere 2013-ban bejelentette, hogy újból terhes. A színésznő eddigi pályafutása alatt szinte csak gonosz, antagonista nőket alakított.
- René Strickler és Isadora González korábban a Titkok és szerelmek című sorozatban játszottak együtt.